# Invalidní vozík

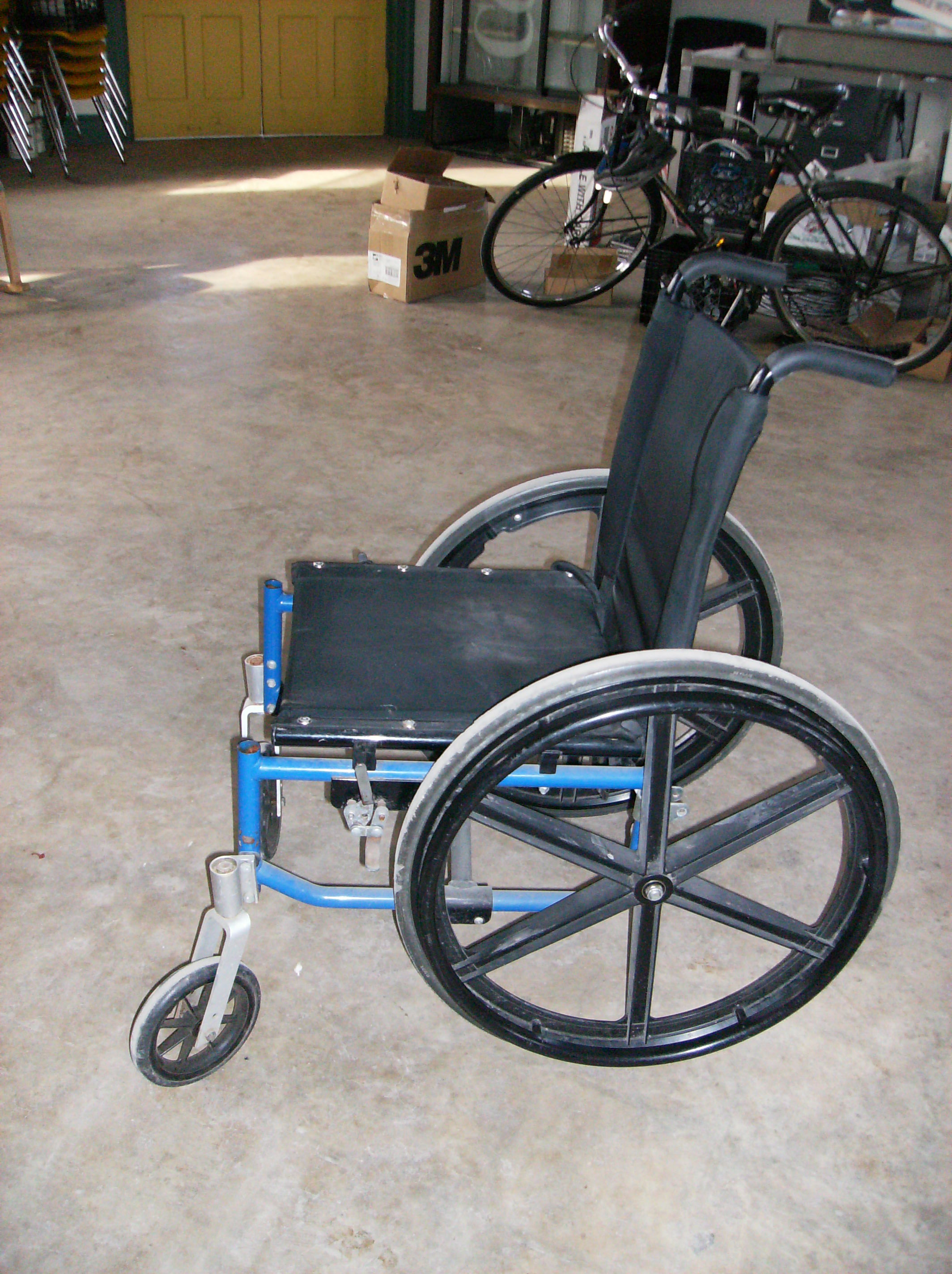

Invalidní vozík je zdravotnický prostředek určený k přesunu osob se sníženou mobilitou různé příčiny. Typickými uživateli jsou osoby s pohybovým postižením, senioři či osoby po operacích a po úrazech.
Invalidní vozíky lze obecně rozdělit na:
- standardní mechanické
- odlehčené mechanické
- multifunkční a polohovací mechanické
- aktivní mechanické
- elektrické

K dopravě invalidními vozíky jsou nutné zvláštní podmínky, zejména rovný povrch komunikací, bezbariérové nájezdy, výtahy, zvedací plošiny, nízkopodlažní vozidla, dostatečný průjezdní profil a manipulační prostor v místech, kde je třeba se otáčet, vystupovat, nastupovat apod., na WC, parkovištích atd. Zařízení určená pro osoby na invalidním vozíku musí být umístěna v přiměřené výšce/vzdálenosti.
Požadavky na stavby ve vztahu k osobám se sníženou schopností pohybu nebo orientace stanoví příslušná prováděcí vyhláška ke stavebnímu zákonu.

## Historie
Nejstarší záznamy o nábytku na kolech tvoří nápis na kamenné tabuli v Číně a dětská postel zobrazena na vlysu na řecké váze, oba záznamy jsou ze 6. století př. n. l. První záznamy o židlích na kolech používaných na převoz postižených se datuje 3 století později v Číně, Číňané používali tento vynález na transport lidí i těžkých objektů. Rozdíl mezi těmito dvěma funkcemi nebyl proveden po několik dalších století, až kolem roku 525 n. l. se v čínském umění objevily obrázky vozíků na kolech vyrobených specificky na převoz lidí.
Pozdější záznamy jsou z Evropy z doby německé renesance.
Invalidní vozík nebo "lázeňské křeslo" se datuje kolem roku 1760.
Harry Jennings a jeho postižený přítel Herbert Everest, oba mechaničtí inženýři, vynašli první lehký, kovový, skládací invalidní vozík v roce 1933. Everest měl úraz páteře z důlní nehody. Rozpoznali komerční potenciál vynálezu a stali se prvními velkými výrobci invalidních vozíků s názvem "Everest and Jennings". Jejich podpěra ve tvaru X ("x-brace" design) se používá dodnes, i když s jinými materiály a dalšími vylepšeními.

## Úhrada zdravotními pojišťovnami
Kategorizované zdravotnické prostředky jsou hrazeny z prostředků veřejného zdravotního pojištění v rozsahu stanoveném zákonem, a to plně nebo částečně. Podrobnosti o úhradách jednotlivých invalidních vozíků jsou k nalezení na webových stránkách distributorů těchto pomůcek.
Nástrojem pro získání úhrady na invalidní vozík je tzv. Poukaz na léčebnou a ortopedickou pomůcku, který je stejně jako klasický recept na léky oficiálním tiskopisem sloužícím pro komunikaci mezi lékařem, pacientem a zdravotní pojišťovnou.

## Půjčovny invalidních vozíků
V případě pouze krátkodobé potřeby použití invalidního vozíku existuje několik možností, kam se obrátit. Zpravidla si lze invalidní vozík zapůjčit při zdravotnických zařízeních (nemocnice, polikliniky, zdravotnické potřeby se zaměřením na pomůcky pro osoby s pohybovým postižením). Zapůjčení může být poskytováno i v nejrůznějších sociálních sdruženích a domovech s pečovatelskou službou.

## Galerie

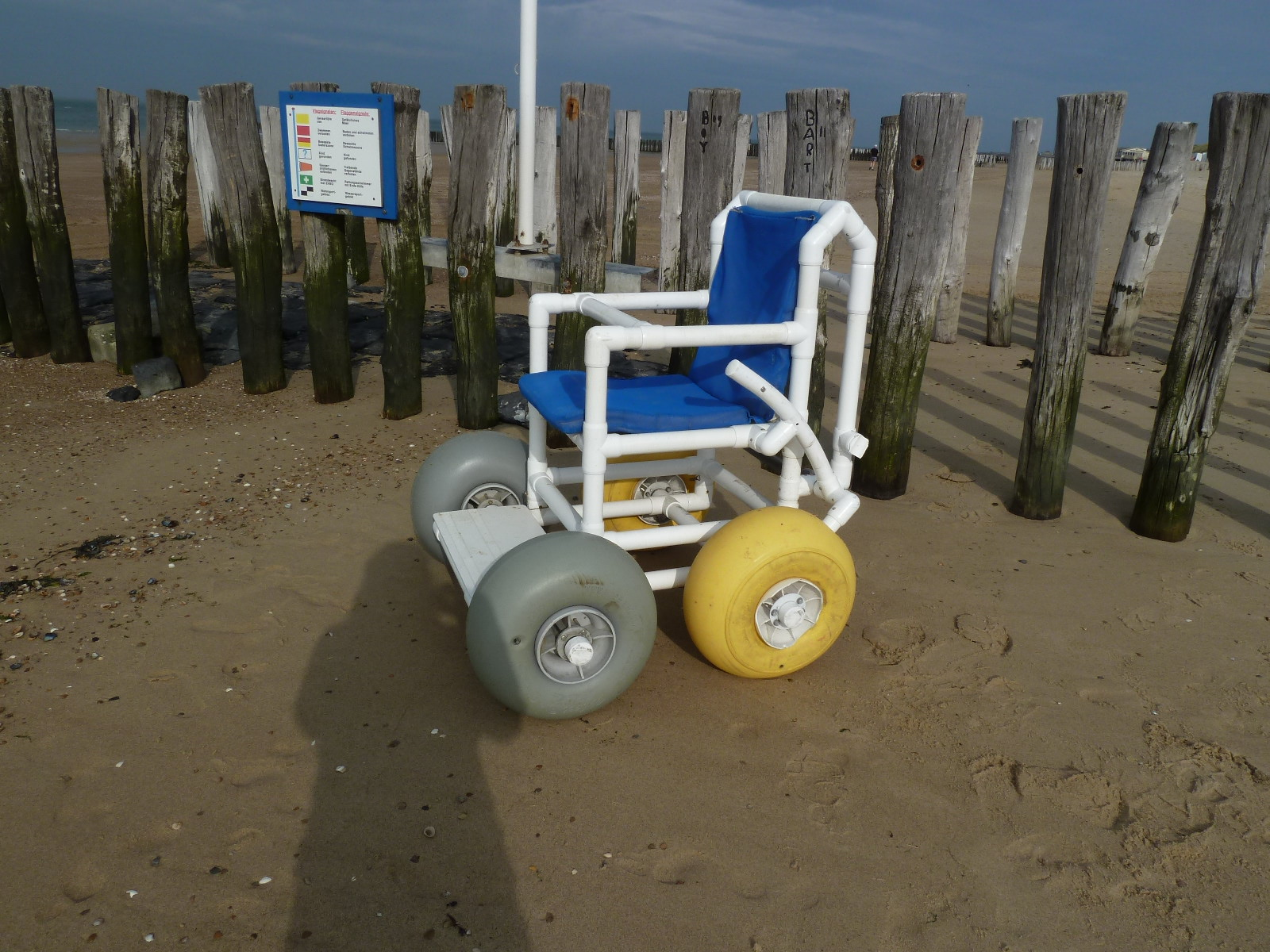
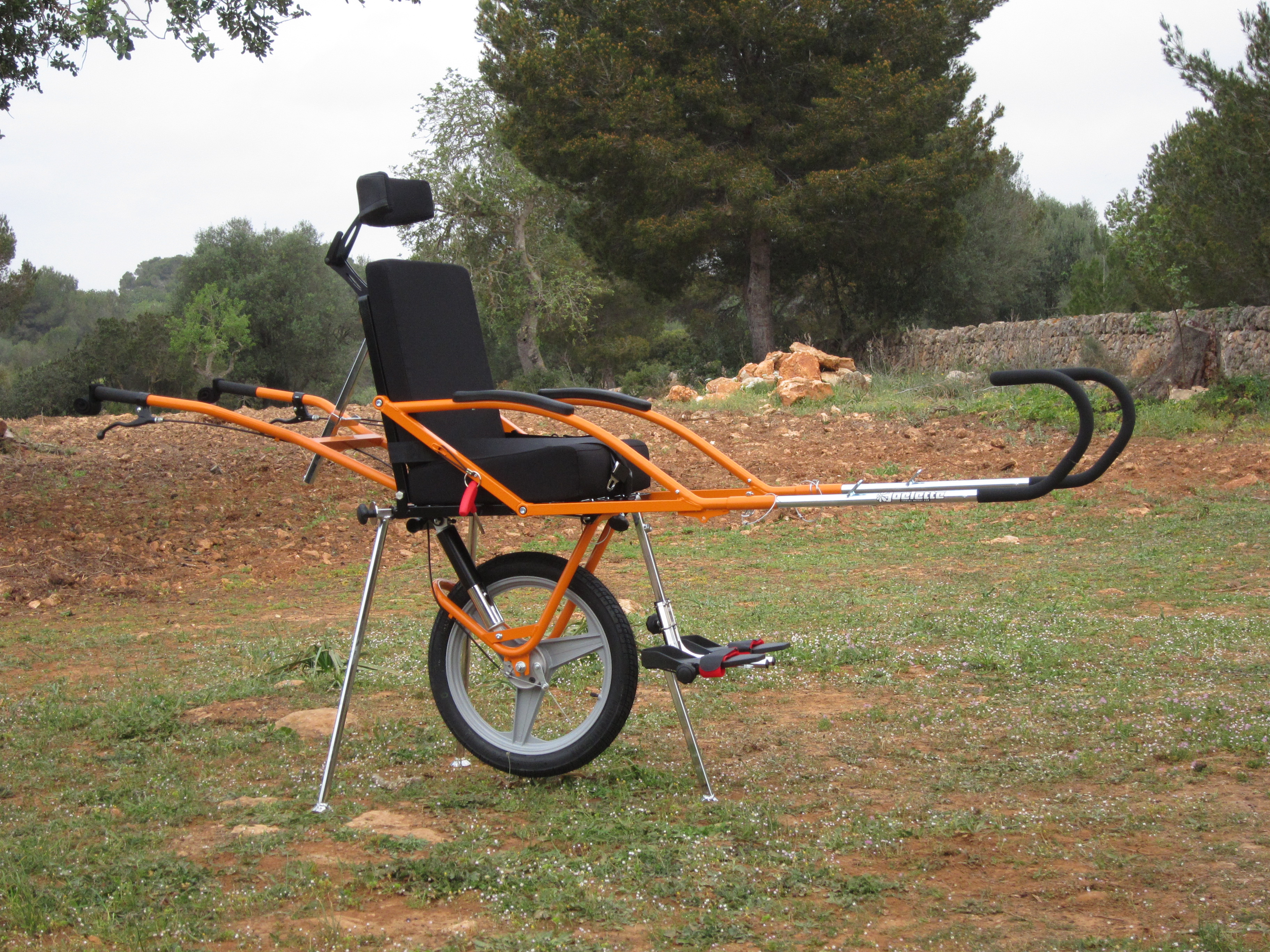